# 加爾維斯頓島
加爾維斯頓島（英語：Galveston Island）是美国的島嶼，位於墨西哥湾，由德克萨斯州負責管轄，長43公里、寬5公里，面積166平方公里，最高點海拔高度6.1米，2010年人口統計為48,726人。

## 外部連結
- Galveston Island Convention & Visitors Bureau（页面存档备份，存于）
- Galveston Island State Park（页面存档备份，存于）